# Paladi(II) sulfat
Palađi(II) sunfat là một hợp chất hóa học vô cơ của palađi và nhóm sunfat với công thức PdSO4.

## Điều chế
Palađi(II) sunfat hydrat có thể thu được bằng cách cho palađi(II) nitrat phản ứng với axit sunfuric ở 80 ℃. Bằng cách cho hydrat phản ứng với axit sunfuric đặc ở 250 ℃ có thể thu được muối khan.

## Tính chất
Palađi(II) sunfat là chất rắn màu nâu đỏ, thủy phân trong nước nóng và hòa tan kém trong axit sunfuric loãng. Cấu trúc tinh thể là đơn nghiêng có nhóm không gian C2/c. Mỗi nguyên tử palađi được kết hợp theo phương thức vuông phẳng với bốn ion sunfat, các ion này lần lượt được liên kết với ba nguyên tử palađi khác.

## Hợp chất khác
PdSO4 còn tạo một số hợp chất với NH3, như PdSO4·2NH3 là tinh thể bát diện màu vàng cam, tan trong nước hay PdSO4·4NH3 là tinh thể vàng, CAS# 13601-06-4.
PdSO4 còn tạo một số hợp chất với CS(NH2)2, như PdSO4·4CS(NH2)2 là tinh thể vàng nhạt, không tan trong nước.
PdSO4 còn tạo một số hợp chất với CSN3H5, như PdSO4·2CSN3H5 tồn tại dưới dạng cis-, là chất rắn màu vàng cam.
PdSO4 còn tạo một số hợp chất với CSe(NH2)2, như PdSO4·CSe(NH2)2 và PdSO4·2CSe(NH2)2 đều là chất rắn màu nâu đen,  PdSO4·3CSe(NH2)2 là chất rắn màu nâu hay PdSO4·4CSe(NH2)2 là chất rắn màu đỏ. Chúng bị phân hủy lần lượt ở 165 °C (329 °F; 438 K), 155 °C (311 °F; 428 K), 151 °C (304 °F; 424 K) và 186 °C (367 °F; 459 K).